# Leptostylopsis monin
Leptostylopsis monin là một loài bọ cánh cứng trong họ Cerambycidae.